# 試製五式四十五粍簡易無反動砲
試製五式四十五粍簡易無反動砲（しせいごしき45みりかんいむはんどうほう）は、大日本帝国陸軍が試作した対戦車用の無反動砲である。

## 概要
昭和18年（1943年）後半から第一陸軍技術研究所は無反動砲の開発に着手、昭和19年（1944年）12月に試作品の製作を大阪陸軍造兵廠へ発注した。本砲は試作にとどまった。

## 構造
試製五式四十五粍簡易無反動砲は、砲身、砲尾、副筒撃発機から構成される。砲身は厚さ4 mm、全長1,000 mmで、内径45 mm、外径57 mmの鉄製の筒である。前装式であるため、砲身として有効な推進長さは600 mmだった。この砲身の中央やや後ろ下側に簡素なグリップ（太さ32 mmのストレートな棒状）がある。グリップ前に引き金と撃発機および撃鉄、その前に点火管室がつけられており、後端部には長いコーン状のノズルを形成する砲尾が螺着（ねじ込み）されている。
点火管室には点火管を下方から収容した。点火管は7.7 mm重機関銃の弾薬を全長30 mmに切断したものであり、点火薬として火薬1 gを封入して密閉してあった。これをグリップ基部前方の点火室に装填し使用する。
撃鉄室に撃鉄がありばねで作動する。撃鉄を90度起こしてロックし、引き金を引くとロックが解かれて点火管を打撃、発火する。安全栓が用意されており、撃鉄をロックして不意の暴発を防いだ。撃発機の分解は特に必要がある場合をのぞいて禁止されていた。
筒の先端に試製五式穿甲榴弾という成型炸薬弾を差込み使用する。炸薬部分は直径80 mmの円柱であり先端が平らである。弾尾口径44 mm、弾丸全長700 mm、全備弾量2,300 g。炸薬は茶褐薬50 %、硝宇薬50 %、炸薬量675 gだった。内部構造は厚さ3 mmのライナーを持った成形炸薬である。弾頭は金属製、弾尾は木製である。この炸薬は弾底信管に類似した構成を持つ活機室が伝爆薬を発火させることで後方から燃焼し、ノイマン効果によって貫通威力を発揮した。威力は装甲板100 mmを貫通した。ただし弾着が40度以下になると信管が作動せずにはじかれることがあった。
弾丸に装着する薬筒は紙製で全長180 mm、重量120 gで推薬は100 gだった。薬筒は推薬100 gが紙製の筒に納められてできている。図面で見ると薬筒と弾丸を結合した長さは849.5 mmである。かなり弾尾が長く、弾丸の飛翔を安定させた。
発射時には弾丸を薬筒と結合し、基準線に合わせて砲口から装填、撃鉄を起こして点火管を点火室に挿入する。砲弾の安全栓を抜いて撃つ。立射・膝射・伏射の三種があった。立射の発射姿勢は、体の右側に砲を持ってきて、右手でグリップを握り左手で筒前方を支え、腰だめに放った。もしくは肩に担いで撃つ。砲身角度が定められており、射程30 mで約6度であった。伏射の場合、ブラストで負傷しないよう、砲身軸に対して体を10度以上開いた。無反動砲の特性上、バックブラストが激しく噴射され、部屋の中などの密閉個所からの射撃は射手自身を危険に曝す。危険界は火砲左右5度、後方5 mである。安全のため後方20 mには立ち入らないことが求められた。
本砲には照門、照星などの照準装置が無く、射角を45度とっての最大射程は150 mあったが有効射程はかなり短かった。射角10度で50mの射程があるが、必中を期すならば30 mまで近づかねばならず、隠れて奇襲することが求められた。もし実戦投入されても命中率は低い水準にとどまった可能性がある。
量産はされなかったが、パンツァーファウストのような使い捨てではなく、複数発を発射でき、外見は後世のRPG-2、RPG-7にも似ていた。弾丸は3発を携行した。初速40 m/s。
不発の場合には15秒してから数回撃発を繰り返し、なお点火しない場合は20秒後に点火管を除去した。点火しても弾丸が発火しない場合は20秒たってから弾丸を除去して点検した。これらは、遅発に対する警戒のためである。また弾頭と砲の基準線がずれていると発火に支障があった。なお説明書には不発に陥った場合、砲弾のみを投擲したり、保持したまま直接目標に叩きつける自爆攻撃の手順にも言及されている。
清掃は射撃後すぐに行うことが望ましいとされた。砲身が冷えると火薬の燃えた残滓を除去し難くなったためであった。